# NGC 604
NGC 604 es una Nebulosa situada en la galaxia del Triángulo (M33), a una distancia de 850 kilopársecs de nuestra galaxia. Fue descubierta por William Herschel el 11 de septiembre de 1784.
NGC 604 comparte con NGC 2070, en la Gran Nube de Magallanes ser la mayor región de formación estelar del Grupo Local y una de las mayores conocidas, con un diámetro de 1500 años luz. Es 40 veces mayor y 6300 veces más luminosa que la Gran Nebulosa de Orión y a la distancia y posición de esta, NGC 604 brillaría más que el planeta Venus, y ocuparía en el cielo un espacio de 60°x37°, dominando el cielo invernal -ocupando toda la constelación de Orión y el espacio delimitado por Wezen, Procyon, S Aurigae, y casi hasta Menkar-.
Esta región de formación estelar ha sido estudiada en detalle con ayuda del Telescopio Espacial Hubble, y se ha determinado que contiene en su centro un cúmulo de 200 estrellas de entre 15 y 60 masas solares en el que abundan las estrellas de tipo espectral O y Wolf-Rayet, con una masa estimada de 105 masas solares y una edad de 3,5 millones de años; sin embargo, a diferencia de 30 Doradus dicho cúmulo es mucho menos compacto y mucho más parecido a una gran asociación estelar que a un super cúmulo estelar, constituyendo el prototipo de las Asociaciones OB de Gran Escala (SOBA en inglés).